# Torzní grupa
Torzní grupa neboli periodická grupa je v teorii grup taková grupa, jejíž každý prvek má konečný řád. Torzní jsou například všechny konečné grupy.
Termínem exponent grupy G rozumíme v takovém případě nejmenší společný násobek (existuje-li) řádů všech prvků z G. Každá konečná grupa má exponent a platí, že tento exponent dělí řád této grupy.
S pojmem torzní grupy souvisí Burnsideův problém.